# Jitka Hilská
Jitka Hilská (* 31. srpna 1953 Praha) je česká scénografka, kostýmní výtvarnice, malířka, pedagožka.

## Život a dílo
MgA. Jitka Hilská se narodila 31. srpna 1953 v Praze. Po střední škole studovala v letech 1972 až 1979 na Divadelní fakultě Akademie múzických umění (obor scénografie) u docenta Michaela Rombergera a kresbu a malbu u akademického malíře Oldřicha Smutného. Na fakultě studoval i její manžel Miloslav Hilský (20. února 1954 – 1. dubna 1999), který také celý život věnoval malbě. Po studiích pracovala ve svobodném povolání s režiséry Karlem Lhotou, Pavlem Harvánkem. Pro Divadlo pracujících v Mostě spolupracovala na scénografii s jevištním výtvarníkem Milanem Čechem. Zúčastnila se scénografické výstavy Mladá scénografie v roce 1978 v Hodoníně. Po několika letech se rozhodla pro cestu výtvarnice a výtvarné pedagožky. Byla učitelkou výtvarné výchovy na Lidové škole umění v Praze 2. Vyučuje v Atelieru Kaštan, ve Studiu Dobeška a v Rynholeckém atelieru. Vede workshopy pro studenty a dospělé. Od roku 2003 se také zabývá fotografií. V malířství pracuje technikou oleje na plátně, nebo kombinovanou technikou na papíru i na plátně. Její díla jsou uložena v soukromých sbírkách doma i ve světě a byla vystavena jak na autorských výstavách, tak i v řadě skupinových výstav s Novým sdružením pražských umělců v Čechách, v Německu, ve Francii (1996–2016). Pravidelně vystavuje na zadané téma s přáteli – malířkou Marcelou Burdovou, architektem Davidem Vávrou a scénografem Vítězslavem Fejlkem.

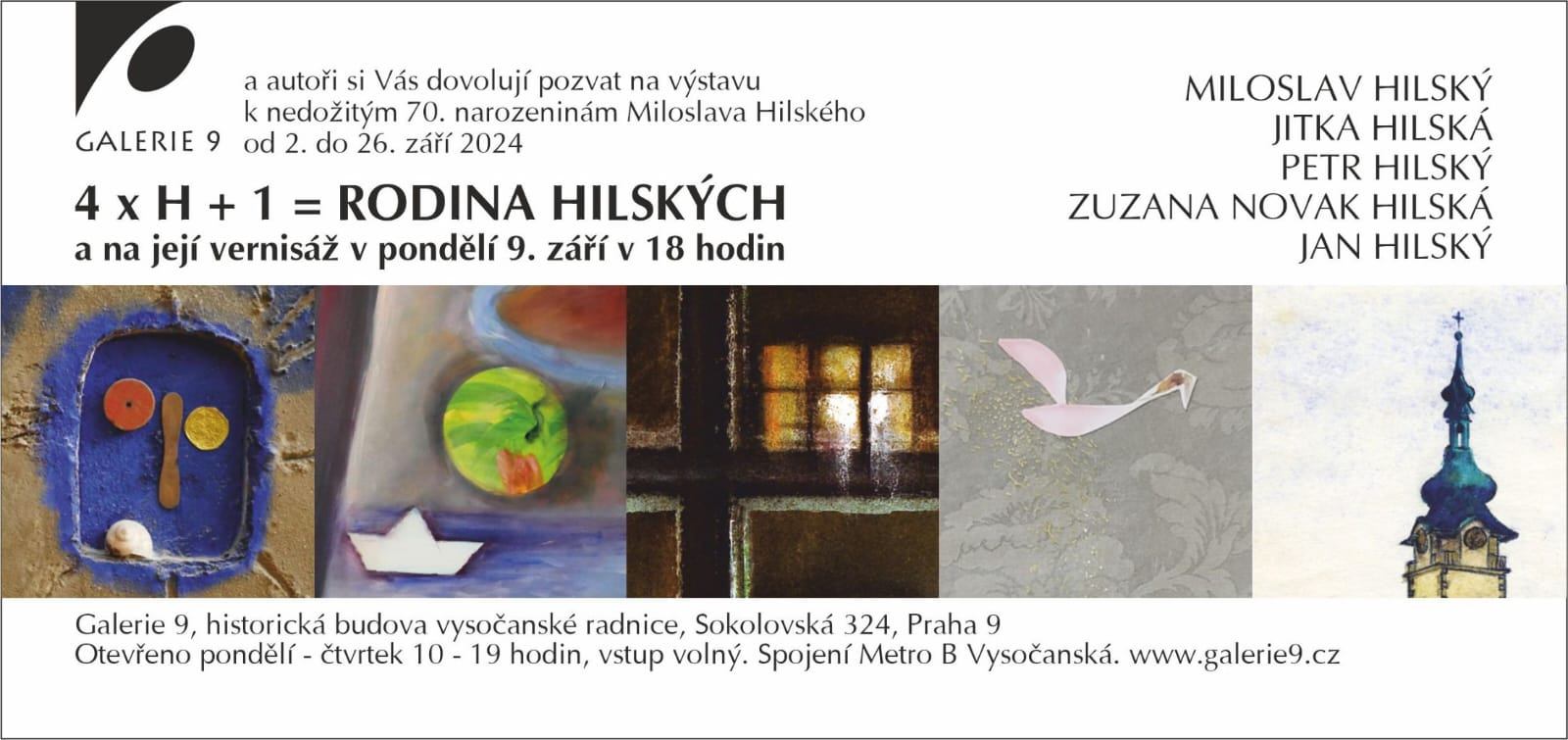
Pozvánka na výstavu 2024

Od roku 1996 do roku 2016 byla členkou Nového sdružení pražských umělců. Je členkou volného seskupení výtvarníků FF 2016 a Jednoty umělců výtvarných. V roce 1982 se manželům Hilským narodila dcera Zuzana Novak Hilská, která se po absolvování DAMU stala kmenovým výtvarníkem Divadla vzhůru a působí jako pedagog na Střední škole designu a řemesel Kladno. Žije v Praze.

#### Výstavy autorské – výběr:
- 1987 – Makromolekulární ústav ČSAV, Praha
- 1992 – Klub Violka, ZUŠ Prahy 2
- 1993 – Divadlo Labyrint, Praha 5
- 1995 – Leonhard interior Prahavýstavu
- 1996 – Galerie Bratří Čapků, Praha – Janu Skácelovi
- 2002 – Kavárna Kabinet, Praha 6
- 2002 – Lichtenštejnský palác – v rámci cyklu Hudba mezi obrazy
- 2003 – Kavárna Kabinet, Praha 6
- 2003 – Divadlo Orfeus, Praha
- 2004 – Lichtenštejnský palác – v rámci cyklu Hudba mezi obrazy
- 2005 – Divadlo Dobeška, Praha 4 – výstava fotografií „Světlo“
- 2005 – KC Kaštan, Praha 6 – výstava fotografií „Nebojme se krásy“
- 2006 – Čítárna Unijazz, Praha 1 – výstava fotografií „Něco z přírody“
- 2006 – Lichtenštejnský palác – v rámci cyklu Hudba mezi obrazy
- 2007 – Galerie Lužánky, Brno – Janu Skácelovi
- 2007 – Galerie Crux, Brandýs nad Labem – O světle
- 2008 – AA galerie Praha – Vně a uvnitř
- 2009 – Art+Um Praha – Světlo a barva 2013 – Café Kuzebauch – Ohlédnutí II – Drobnosti 2013 – KC Kaštan – Island – obrazy, 2015 – Muzeum České Velenice – Samá voda – fotografie a obrazy
- 2017 – Drobnosti – Kolín, Kavárna Kaffka, Nové Strašecí
- 2019 – Studio 8, Praha
- 2020 – Galerie Fara, Planá nad Lužnicí – s Marcelou Burdovou
- 2020 – Divadlo Dobeška, Praha – Voda tajemná – obrazy a fotografie
- 2022 – Jitka Hilská Janu Skácelovi – Galerie 1, Praha
- 2023 – Mým básníkům – Dobeška, Praha
- 2024 – Jitka Hilská Cesty – Nová síň, Praha
- 2024 – 4 x H + 1 = Rodina Hilských – Galerie 9, Praha

#### Výstavy společné – výběr
- 1998 – Galerie Bayer a Bayer – s M. Blabolilovou, A. Kovalovou, A. Vančátovou
- 1999 – Galerie ve Slavonicích – s Marcelou Burdovou a Davidem Vávrou
- 2001 – Tübingen – s A. Petříčkovou, M. Molovou, R. Královou, J. Mikou a E. Mansfeldovou
- 2006 – Karlovy Vary – s Karlem Práškem
- 2006 – Hoganas – Švédsko + M. Burdová, V. Fejlk a D. Vávra
- 2008 – Paměť Praha – s Helenou Horálkovou
- 2009 – Prácheňské muzeum Písek – Cesta k domovu – s Petrem Hilským a G. Klabanem (fotografie)
- 2011 – AAgalerie – 5×5 – s I. Jamrichovou, K. Stodolovou, Z. Nov. Hilskou a K. Suchým
- 2012 – Atrium, Praha – Začátky a konce – s Helenou Horálkovou
- 2012 – Crux, Brandýs nad Labem – Tři cesty – s Eliškou Jakubíčkovou a D. Messiereurovou
- 2012 – Chříč – To, co zbývá – s Marcelou Burdovou
- 2014 – Severočeská galerie výtvarného umění v Litoměřicích – Brány pozemské i nebeské (a M. Hilský, Z. Novák Hilská, M. Burdová, V. Císařovská, P. Císařovský, M. Pošvic, JS, N.B. Vlášková, D. Vávra, V. Fejlek)
- 2015 – AA galerie – Žáci Oldřichu Smutnému – k nedožitým 90.tinám
- 2016 – La ville de Chamalieres – 10 umělců z Prahy- s V. Benediktem, B. Eliášem, E.Heřmanskou, I. Králíkem, V. Krumhanzlovou, M. Pokorným, K. Práškem, Š. Součkovou, P. Talichem
- 2016 – Konstanz – Frauenpower in der modernen Kunst – s M. Alasseur, M. Blabolilovou, J. Budíkovou, V. Drahotovou, M. Filippovovou, V. Hajnovou, Z. Huškovou, R. Královou, V. Krumhanzlovou, E. Mansfeldovou, M. Šeborovou, K. Šormovou, K .Štenclovou, Š. Trčkovou, L. Viilhe
- 2017 – České Budějovice, Komorní Galerie u Schellů – Petrkov v nás – s Marcelou Burdovou, Davidem Vávrou a Vítkem Frejlkem
- 2018 – Kavárna Periferie, Praha – Branická skála – s Marcelou Burdovou, Davidem Vávrou a Vítkem Frejlkem
- 2021 – Galerie výtvarného umění v Havlíčkově Brodě – Petrkov v nás – s Marcelou Burdovou, Davidem Vávrou a Vítkem Frejlkem
- 2023 – Údolí – Unětice – s Marcelou Burdovou, Davidem Vávrou a Vítkem Frejlkem
- 2023 – Za vším hledej slovo (s K. Ašenbrennerovou, E. Němcovou, M. Královou a K. Jarolímkovou – Nové Hrady)